# Skyddspolisen

Skyddspolisens logotyp

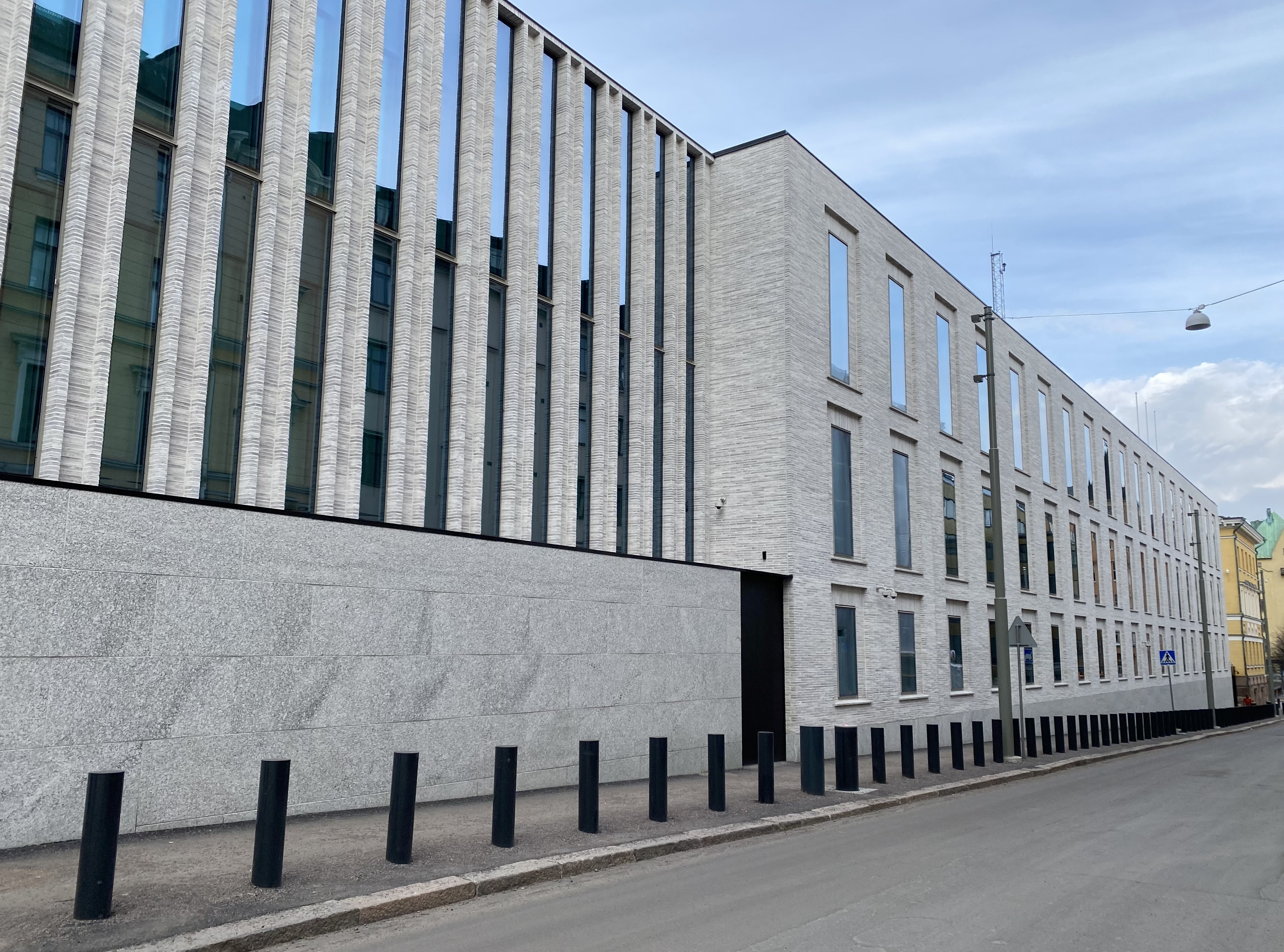
Skyddspolisens huvudbyggnad på Fabiansgatan 2 i Helsingfors

Skyddspolisen (Skypo, på finska Suojelupoliisi, Supo) är den finländska säkerhetspolisen. Skyddspolisens uppgift är att skydda den finska statens säkerhet.

## Uppgifter
- kontraspionage
- bekämpning av terrorism
- bekämpning av hot mot statens inre säkerhet
- förebyggande säkerhetsarbete
- säkerhetsbevakning
- deltagande i bekämpningen av internationell organiserad brottslighet

## Organisation och personal
Skyddspolisens högkvarter är i Helsingfors och verksamhetsfältet är hela landet. Skyddspolisens organisation består av den operativa, den preventiva och den strategiska linjen samt staben.
Personalens antal är cirka 200. Vid skyddspolisen finns det följande polistjänster: chef för skyddspolisen (med titeln polisråd), biträdande chef, avdelningschef, överinspektör, inspektör, överdetektiv och detektiv.

### Polisråd
- 1949–72 Armas Alhava(fi)
- 1972–78 Arvo Pentti
- 1978–90 Seppo Tiitinen
- 1990–96 Eero Kekomäki(fi)
- 1996–2007 Seppo Nevala(fi)
- 2007-11 Ilkka Salmi(fi)
- 2011- Antti Pelttari(fi)